# 日本法社会学会
日本法社会学会（にほんほうしゃかいがっかい、英語: The Japanese Association Of Sociology Of Law (JASL)）は、日本の学術研究団体の一つ。

## 概要
1947年12月6日設立。学術研究団体としての種別は単独学会。
法社会学研究者の研究上の連絡および協力を促進して日本における法社会学の発展を図り、研究者の親睦をはかることを目的として設立された。
国際学術連合体としては国際法社会学会に加入している。国際会議としては、法社会学学国際会議2017年メキシコ大会を共催し、その他の国際活動としてAsian Law and Society Asscoiation 2019大阪大会開催にあたって後援するとともに，当会理事長が基調講演を行なった。

## 沿革
- 1947年 - 日本法社会学会設立。

## 刊行物

### 法社会学
- 誌名（和文）：法社会学
- 誌名（欧文）：The Sociology of Law
- 創刊年：1951
- 資料種別：ジャーナル（査読付き論文を含む）
- 使用言語：日本語（英文抄録あり）
- 発行形態：印刷体
- 著作権帰属先：学会
- クリエイティブコモンズ：定めていない
- 購読：有料